# Neobisium juberthiei
Espèce
Neobisium juberthiei est une espèce de pseudoscorpions de la famille des Neobisiidae.

## Distribution
Cette espèce est endémique d'Occitanie en France. Elle se rencontre dans les Hautes-Pyrénées à Peyrouse dans la grotte Motalivet et la grotte Soubalère.

## Étymologie
Cette espèce est nommée en l'honneur de Christian Juberthie.

## Publication originale
- Heurtault, 1986 : Pseudoscorpions cavernicoles de France: revue synoptique. Mémoires de Biospéologie, vol. 12, p. 19-32.